# Natatolana pallidocula
Natatolana pallidocula är en kräftdjursart som först beskrevs av Oleg Grigor'evich Kussakin och Galina S. Vasina1982.  Natatolana pallidocula ingår i släktet Natatolana och familjen Cirolanidae. Inga underarter finns listade i Catalogue of Life.